# Aaron Yalow
Pour les articles homonymes, voir Yalow.
Abraham Aaron Yalow dit Aaron Yalow, né le 18 septembre 1919 et mort le 8 août 1992 à New York, est un physicien américain, professeur de physique au Cooper Union school of Engineering (Cooper Union) et spécialiste de physique médicale à l'Hospital for Joint Diseases (New York University School of Medicine), époux de la lauréate du Prix Nobel de physiologie ou médecine en 1977, Rosalyn Yalow.

## Biographie
Aaron Yalow est né le 18 septembre 1919. Il est le fils du rabbin Samuel Yalow et de Esther Yalow. Samuel Yalow est né le 10 octobre 1892 à Rakishok (Rokiškis) en Lituanie et est mort le 29 août 1974 à Syracuse, état de New York,.  Samuel Yalow est le rabbin de la Congregation Ahavath Achim de Syracuse, de 1919 à 1974,. Esther Yalow, née Marcus, est née le 21 mars 1897 en Lituanie mais arrive aux 
États-Unis comme jeune enfant et est morte le 19 octobre 1968. Esther Marcus est la fille du rabbin Isaiah Marcus, né le 3 mai 1873 à Stawiski en Pologne et mort le 8 juin 1933.  Samuel Yalow et Esther Marcus se marient le 9 août 1918 en Virginie.
Le rabbin Samuel Yalow est le leader de la communauté orthodoxe de Syracuse.

### Rencontre avec Rosalyn Sussman
Aaron Yalow et sa future épouse Rosalyn Sussman se rencontrent pour la première fois, en septembre 1941, le premier jour où tous deux commencent leurs études graduées à Champaign-Urbana, à l'Université de l'Illinois. Il n'y a que 3 juifs (dont eux deux) parmi les 400 enseignants ou assistants. Elle est l'unique femme. Aaron et Rosalyn se marient le 6 juin 1943. 

### Doctorats et carrières
Aaron et Rosalyn terminent leurs doctorats en 1945. Ils retournent dans le Bronx, d'où elle est originaire. Les deux trouvent un emploi au Federal Telecommunications Laboratory, mais ce laboratoire ferme ses portes un an plus tard. Aaron devient un chercheur en physique médicale au Montefiore Hospital et Rosalyn retourne au Hunter College où elle enseigne la physique. Elle voudrait faire de la recherche, mais il n'y a pas d'ouverture pour les femmes.
Avec l'encouragement de Aaron, Rosalyn prend contact avec Bernard Roswit du Bronx Veterans Administration Hospital. Elle obtient un espace de laboratoire et un salaire modeste comme consultante en physique nucléaire. Elle enseigne encore à Hunter pendant 3 ans. En 1950, elle devient physicienne et chef adjointe du service d'isotopes de l'hopital. Elle abandonne l'enseignement pour la recherche.
Aaron Yalow est professeur de physique au Cooper Union school of Engineering (Cooper Union) et spécialiste de physique médicale à l'Hospital for Joint Diseases (New York University School of Medicine).

### Famille
Aaron et Rosalyn Yalow ont deux enfants: Benjamin Michael Yalow dit Ben Yalow (né le 9 février 1952 à New York) et Elanna Yalow (née en septembre 1954).

### Mort
Aaron Yalow meurt le 8 août 1992 à New York, à l'âge de 72 ans.